# Neuville-aux-Bois (Loiret)
Neuville-aux-Bois – miejscowość i gmina we Francji, w Regionie Centralnym, w departamencie Loiret.
Według danych na rok 1990 gminę zamieszkiwało 3870 osób, a gęstość zaludnienia wynosiła 122 osoby/km² (wśród 1842 gmin Regionu Centralnego Neuville-aux-Bois plasuje się na 90. miejscu pod względem liczby ludności, natomiast pod względem powierzchni na miejscu 312.).